# Championnat d'Autriche de football 2013-2014
Navigation
Bundesliga 2012-2013 Bundesliga 2014-2015
La saison 2013-2014 du championnat d'Autriche est la 103e saison de l'histoire de la compétition. Le premier niveau du championnat oppose dix clubs autrichien en une série de trente-six rencontres, disputées selon le système aller-retour où les différentes équipes s'affrontent deux fois par phase. La saison commence le 20 juillet 2013 et prendra fin le 10 mai 2014.
Les trois premières places de ce championnat sont qualificatives pour les compétitions européennes que sont la Ligue des Champions 2014-2015 (1 place) et la Ligue Europa 2014-2015 (2 places). Une quatrième place est attribuée au vainqueur de la coupe nationale en Ligue Europa 2014-2015.
C'est le Red Bull Salzbourg qui est sacré cette saison après avoir terminé en tête du classement final, avec dix-huit points d'avance sur le Rapid Vienne et vingt-six sur le SV Grödig, promu de deuxième division. C'est le huitième titre de champion d'Autriche de l'histoire du club, qui réussit même le doublé en s'imposant en finale de la Coupe d'Autriche face au SKN Sankt Pölten, club de deuxième division.

## Équipes

### Participants et localisation
Légende des couleurs
- Troisième tour de qualification de la Ligue des Champions 2013-2014
- Troisième tour de qualification de la Ligue Europa 2013-2014
- Deuxième tour de qualification de la Ligue Europa 2013-2014
- Promu de Erste Liga

| Club               | Dernière montée | Classement 2012-2013 | Entraîneurs         | Depuis | Stade                 | Capacité théorique | Ville            |
| ------------------ | --------------- | -------------------- | ------------------- | ------ | --------------------- | ------------------ | ---------------- |
| Admira Wacker      | 2011            | 9                    | Oliver Lederer (de) | 2013   | Trenkwalder Arena     | 12 000             | Mödling          |
| FK Austria Vienne  | 1926            | 1                    | Nenad Bjelica       | 2013   | Stade Franz Horr      | 13 400             | Vienne           |
| Rapid Vienne       | 1911            | 3                    | Zoran Barisic       | 2013   | Stade Gerhard Hanappi | 18 500             | Vienne           |
| Red Bull Salzbourg | 2005            | 2                    | Roger Schmidt       | 2012   | Red Bull Arena        | 31 895             | Salzbourg        |
| SV Ried            | 2005            | 6                    | Michael Angerschmid | 2012   | Keine Sorgen Arena    | 7 680              | Ried im Innkreis |
| SV Grödig          | 2013            | 1(EL)                | Adi Hütter          | 2013   | Untersberg-Arena      | 2 955              | Grödig           |
| SK Sturm Graz      | 1966            | 4                    | Darko Milanič       | 2013   | UPC-Arena             | 15 312             | Graz             |
| Wacker Innsbruck   | 2010            | 8                    | Roland Kirchler     | 2012   | Tivoli Neu            | 17 400             | Innsbruck        |
| SC Wiener Neustadt | 2009            | 7                    | Heimo Pfeifenberger | 2012   | Stade Wiener Neustadt | 10 000             | Wiener Neustadt  |
| Wolfsberger AC     | 2012            | 5                    | Slobodan Grubor     | 2013   | Lavanttal Arena       | 8 000              | Wolfsberg        |

### Changements d'entraîneurs
| Équipe            | Entraîneur partant | Nature du départ         | Date de départ | Classement | Remplacé par        | Date d'entrée en fonction |
| ----------------- | ------------------ | ------------------------ | -------------- | ---------- | ------------------- | ------------------------- |
| SK Sturm Graz     | Markus Schopp      | Fin de l'intérim         | 3 juin 2013    | Pré-saison | Darko Milanič       | 4 juin 2013               |
| Admira Wacker     | Dietmar Kühbauer   | Résiliation de contrat   | 11 juin 2013   | Pré-saison | Anton Polster       | 16 juin 2013              |
| FK Austria Vienne | Peter Stöger       | Signe au 1. FC Cologne   | 12 juin 2013   | Pré-saison | Nenad Bjelica       | 17 juin 2013              |
| Wolfsberger AC    | Nenad Bjelica      | Signe à l'Austria Vienne | 17 juin 2013   | Pré-saison | Slobodan Grubor     | 17 juin 2013              |
| Admira Wacker     | Anton Polster      | Limogé                   | 10 août 2013   | 10e        | Oliver Lederer (de) | 10 août 2013              |

## Compétition

### Classement
Pour départager les équipes en cas d'égalité les critères suivants sont utilisés:
1. Différence de buts
2. Buts marqués
3. Fair-play

| Rang | Équipe              | Pts | J  | G  | N  | P  | Bp  | Bc | Diff |
| ---- | ------------------- | --- | -- | -- | -- | -- | --- | -- | ---- |
| 1    | Red Bull SalzbourgC | 80  | 36 | 25 | 5  | 6  | 110 | 35 | +75  |
| 2    | Rapid Vienne        | 62  | 36 | 17 | 11 | 8  | 63  | 40 | +23  |
| 3    | SV GrödigP          | 54  | 36 | 15 | 9  | 12 | 68  | 71 | -3   |
| 4    | FK Austria VienneT  | 53  | 36 | 14 | 11 | 11 | 58  | 44 | +14  |
| 5    | SV Ried             | 48  | 36 | 13 | 9  | 14 | 55  | 55 | 0    |
| 6    | SK Sturm Graz       | 43  | 36 | 10 | 13 | 13 | 55  | 56 | -1   |
| 7    | Wolfsberger AC      | 41  | 36 | 11 | 8  | 17 | 50  | 63 | -13  |
| 8    | SC Wiener Neustadt  | 39  | 36 | 10 | 9  | 17 | 43  | 84 | -41  |
| 9    | Admira Wacker -5    | 37  | 36 | 11 | 9  | 16 | 51  | 67 | -16  |
| 10   | Wacker Innsbruck    | 29  | 36 | 5  | 14 | 17 | 42  | 70 | -28  |

|  | Qualification pour le 1er tour de qualification de la Ligue des champions 2014-2015 |
|  | Qualification pour le 1er tour de qualification de la Ligue Europa 2014-2015        |
|  | Relégation directe en deuxième division                                             |
|  | T : Tenant du titre C : Vainqueur de la Coupe d'Autriche P : Promu de D2            |

- À la suite d'une décision de la fédération, Admira Wacker reçoit une pénalité de cinq points.

### Résultats
| Résultats (▼dom., ►ext.) | WKR | AWI | GRÖ | RWI | RBS | RIE | STU | WKR | WN  | WOL | WKR | AWI | GRÖ | RWI | RBS | RIE | STU | WKR | WN  | WOL |
| FC Admira Wacker         |     | 1-0 | 0-4 | 2-0 | 3-1 | 1-4 | 1-1 | 1-2 | 0-3 | 3-0 |     | 0-1 | 4-0 | 2-1 | 2-3 | 2-2 | 1-1 | 3-0 | 3-0 | 1-0 |
| FK Austria Vienne        | 2-0 |     | 2-3 | 0-1 | 1-2 | 3-3 | 3-2 | 1-1 | 5-0 | 1-0 | 2-2 |     | 2-0 | 0-1 | 3-0 | 1-1 | 1-2 | 2-1 | 1-1 | 3-1 |
| SV Grödig                | 7-1 | 1-0 |     | 2-2 | 0-3 | 0-0 | 0-1 | 3-3 | 3-6 | 4-3 | 2-1 | 2-1 |     | 2-2 | 1-3 | 3-0 | 0-6 | 1-1 | 1-2 | 3-0 |
| Rapid Vienne             | 4-2 | 0-0 | 0-1 |     | 2-1 | 2-0 | 2-2 | 3-0 | 4-0 | 2-4 | 0-0 | 3-1 | 0-0 |     | 2-1 | 1-0 | 2-0 | 2-0 | 0-0 | 3-0 |
| Red Bull Salzbourg       | 1-0 | 5-1 | 4-1 | 1-1 |     | 4-0 | 1-0 | 6-0 | 8-1 | 2-2 | 6-1 | 4-0 | 6-0 | 6-3 |     | 4-0 | 1-2 | 0-0 | 5-0 | 5-0 |
| SV Ried                  | 2-2 | 1-1 | 4-2 | 2-0 | 0-5 |     | 3-0 | 4-0 | 1-1 | 1-0 | 3-0 | 2-2 | 1-4 | 2-5 | 1-3 |     | 2-2 | 1-2 | 2-1 | 1-3 |
| SK Sturm Graz            | 0-2 | 1-2 | 0-2 | 2-4 | 1-1 | 2-0 |     | 1-0 | 2-3 | 4-1 | 1-1 | 1-1 | 2-2 | 2-0 | 1-4 | 2-1 |     | 3-1 | 1-2 | 1-4 |
| Wacker Innsbruck         | 3-3 | 0-5 | 5-3 | 0-4 | 1-1 | 2-3 | 2-2 |     | 4-0 | 1-2 | 0-0 | 1-1 | 3-3 | 1-1 | 0-1 | 1-1 | 0-1 |     | 3-1 | 0-1 |
| SC Wiener Neustadt       | 1-0 | 0-3 | 0-2 | 0-0 | 1-5 | 3-3 | 1-3 | 1-1 |     | 2-1 | 5-2 | 0-2 | 1-3 | 0-3 | 1-5 | 1-1 | 2-1 | 1-0 |     | 1-1 |
| Wolfsberger AC           | 3-1 | 1-4 | 1-1 | 2-2 | 1-2 | 1-1 | 2-1 | 1-1 | 1-1 |     | 2-3 | 0-0 | 1-2 | 2-1 | 2-0 | 0-2 | 0-1 | 3-2 | 4-0 |     |

## Bilan de la saison
| Championnat d'Autriche de football 2013-2014                        |                               |
| Champion                                                            | Red Bull Salzbourg (8e titre) |
| Coupes et trophées                                                  |                               |
| Vainqueur de la Coupe d'Autriche 2013-2014                          | Red Bull Salzbourg            |
| Qualifications continentales                                        |                               |
| Ligue des champions de l'UEFA 2014-2015                             | Red Bull Salzbourg            |
| Ligue Europa 2014-2015                                              | Rapid Vienne                  |
| Ligue Europa 2014-2015                                              | SV Grödig                     |
| Ligue Europa 2014-2015                                              | SKN Sankt Pölten (D2)         |
| Promotions et relégations                                           |                               |
| Promus en Championnat d'Autriche de football                        | SC Rheindorf Altach           |
| Relégués en Championnat d'Autriche de football de deuxième division | Wacker Innsbruck              |

## Statistiques

### Meilleurs buteurs
| Rang | Nom               | Nationalité | Équipe             | Buts |
| ---- | ----------------- | ----------- | ------------------ | ---- |
| 1er  | Jonathan Soriano  | Espagne     | Red Bull Salzbourg | 31   |
| 2e   | Alan de Carvalho  | Brésil      | Red Bull Salzbourg | 26   |
| 3e   | Terrence Boyd     | États-Unis  | Rapid Vienne       | 15   |
| 3e   | René Gartler      | Autriche    | SV Ried            | 15   |
| 3e   | Philipp Zulechner | Autriche    | SV Grödig          | 15   |
| 6e   | Philipp Hosiner   | Autriche    | FK Austria Vienne  | 14   |